# Bussa jezik
Bussa jezik (d’oopace, d’opaasunte, dobase, gobeze, goraze, gowase, lohu, mashelle, mashile, masholle, mosiye, musiye, orase; ISO 639-3: dox), jedan od tri jezika dullayske podskupine istočnokušitskih jezika, kojim govori 6 620 ljudi (1994 popis) zapadno od jezera Chamo u Etiopiji. 
Etnička populacija iznosila je prema popisu iste godine 9 207.

## Vanjske poveznice
- Ethnologue (14th)
- Ethnologue (15th)